# Bengal Dooars Railway
| Bengal Dooars Railway    | Bengal Dooars Railway |
| ------------------------ | --------------------- |
| Lokomotive Nr. 5 der BDR |                       |
| Streckenlänge:           | 1922: 254 km          |
| Spurweite:               | 1000 mm (Meterspur)   |
|                          |                       |

Die Bengal Dooars Railway (abgekürzt BDR) wurde 1891 gegründet und war eine der wegweisenden Eisenbahngesellschaften, die bis 1941 in der Region Bengalen in Britisch-Indien betrieben wurde. Die Hauptstrecke, die in der Meterspur gebaut wurde, verlief von Lalmonirhat, wo ein Anschluss an die Eastern Bengal Railway bestand, durch die Distrikte Cooch Behar und Jalpaiguri bis zu dem Tee-Anbaugebiet Dooars am Fuß des Himalaya nahe der Grenze zu Bhutan.
1936 besaß das Unternehmen 19 Lokomotiven, 72 Personenwagen und 473 Güterwagen.
1941 wurde die BDR von der Eastern Bengal Railway übernommen, die ihrerseits ein Jahr später mit der Assam Bengal Railway zur neu gegründeten Bengal and Assam Railway zusammengelegt wurde.

## Klassifizierung
Das Unternehmen wurde nach der von der indischen Regierung 1926 eingeführten Indian Railway Classification als Eisenbahn der Klasse II eingestuft.